# Otto-von-Guericke-Universität Magdeburg

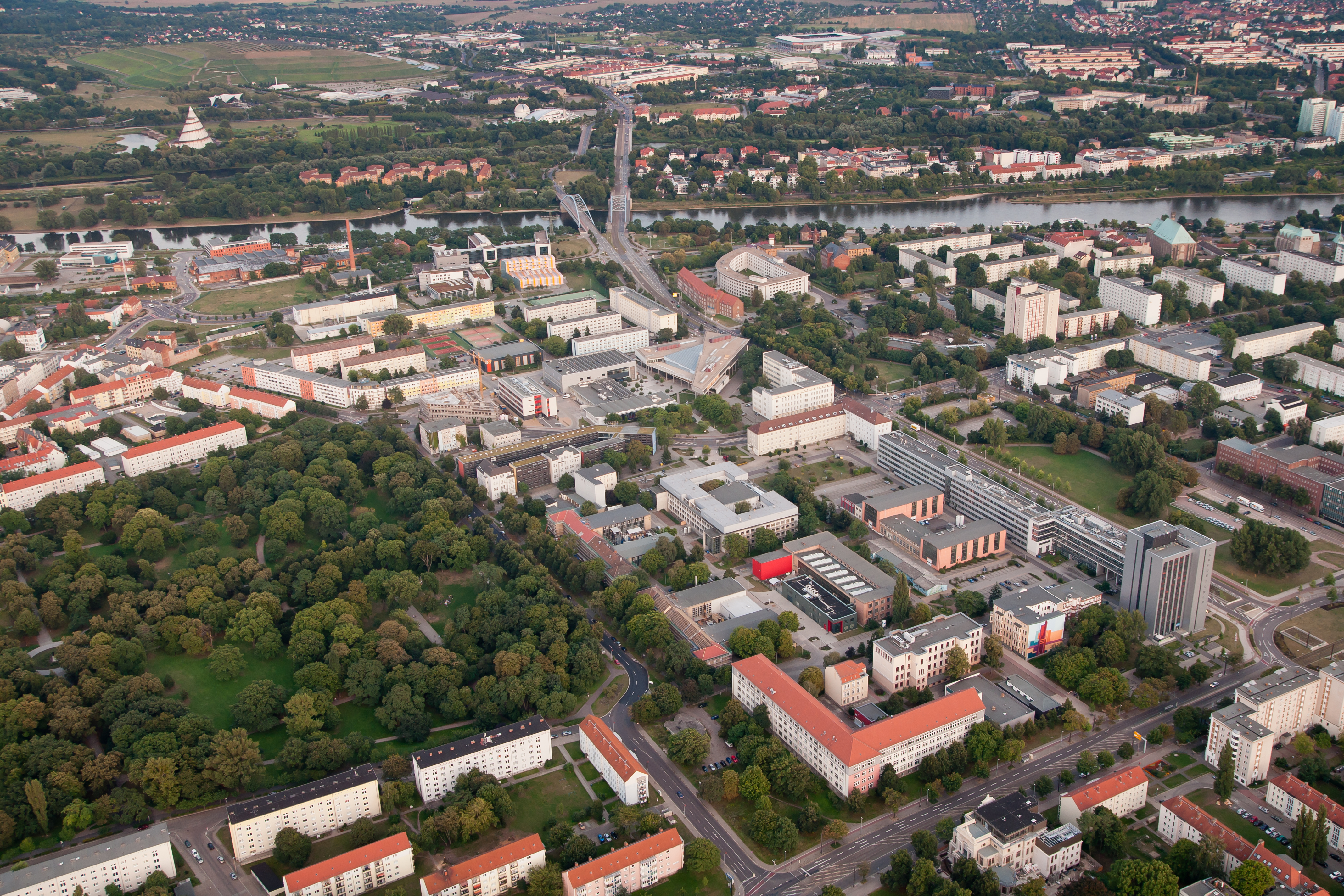
Luftbild des Hauptcampus der Universität

Die Otto-von-Guericke-Universität Magdeburg (Ausspracheⓘ) (kurz: OVGU) ist eine öffentliche Universität in Sachsen-Anhalt. Sie entstand 1993 in Magdeburg durch die Zusammenlegung von Hochschuleinrichtungen, welche in den 1950er Jahren gegründet worden waren. Benannt ist die Universität nach dem Magdeburger Erfinder, Politiker und Physiker Otto von Guericke.
Die Forschungsschwerpunkte der Universität liegen insbesondere in den Neurowissenschaften, der Biosystemtechnik, der Krankheitsprävention, der Automobilforschung, dem Digital Engineering sowie den Erneuerbaren Energien. Seit dem Jahr 2022 gehört die Otto-von-Guericke-Universität mit acht weiteren Universitäten dem europäischen Hochschulnetzwerk „EU Green“ an. Dieses soll die internationale Zusammenarbeit zur Thematik der Nachhaltigkeit forcieren, um zukünftigen gesellschaftlichen Herausforderungen adäquat begegnen zu können.
Die Otto-von-Guericke-Universität ist in neun Fakultäten der Natur-, Ingenieur- und Humanwissenschaften mit etwa 100 Studiengängen gegliedert. Zum Wintersemester 2021/2022 waren rund 13.000 Studierende an der Universität immatrikuliert. Zu den bekanntesten Alumni und Professoren gehören unter anderen die Gottfried-Wilhelm-Leibniz-Preisträger: Axel Ockenfels, Hans-Christian Pape und Ingo Rehberg.

## Geschichte

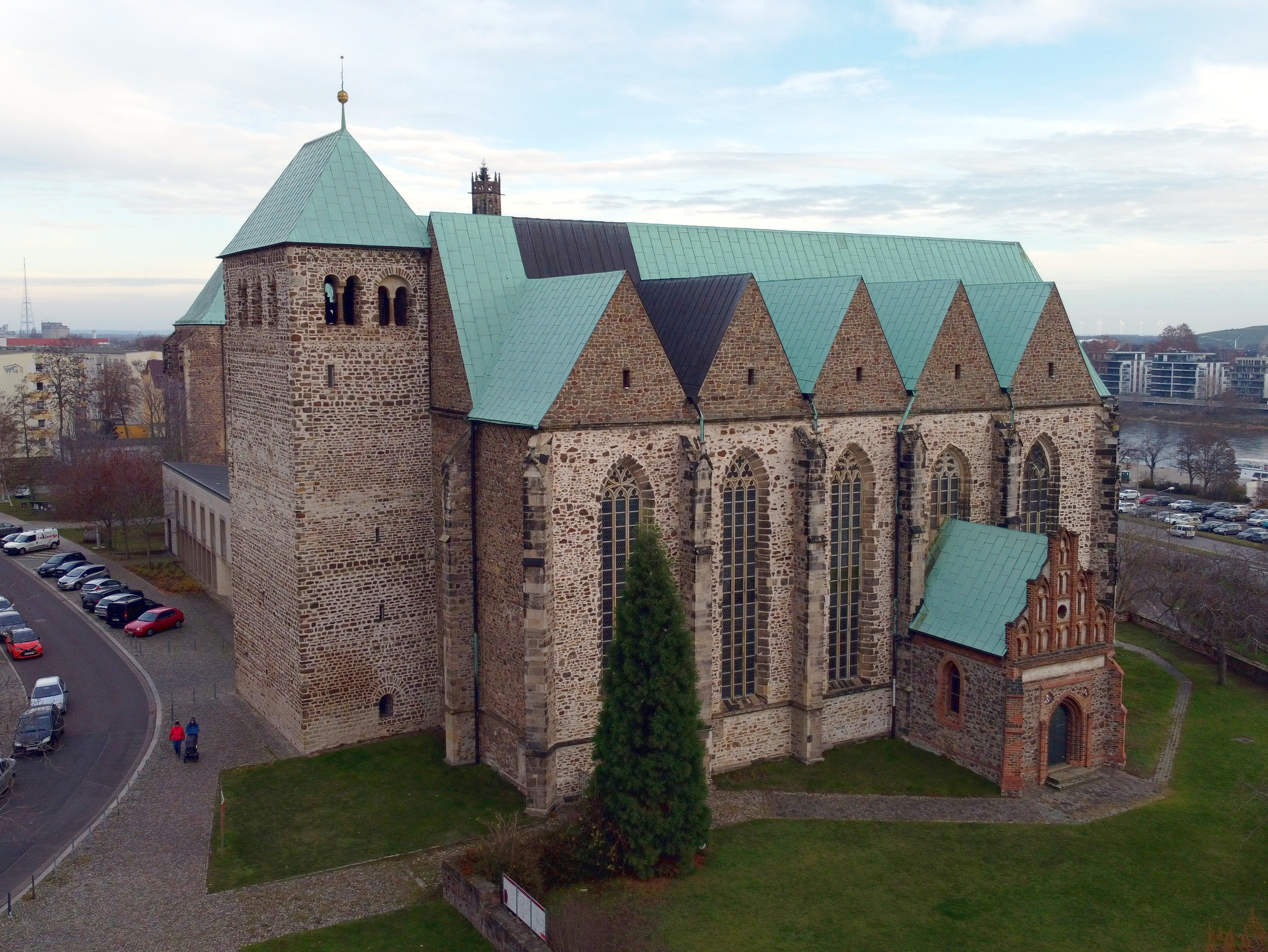
Katholische Universitätskirche Sankt Petri

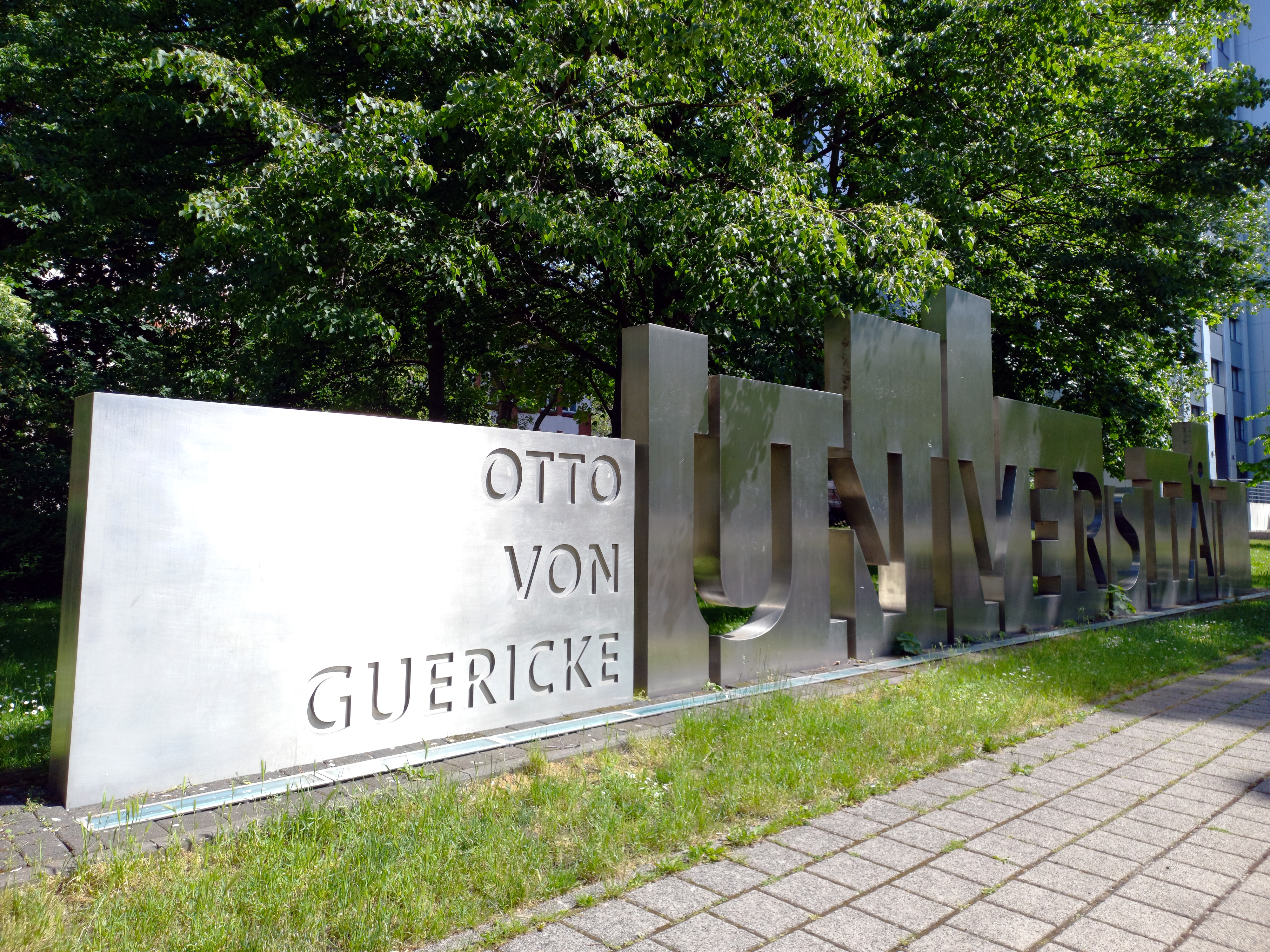
Plastik am Eingang Gareisstraße

Magdeburg wurde zu Zeiten der jungen DDR der 1950er Jahre Hochschulstandort. Aus den drei damals gegründeten Hochschulen Technische Universität, Pädagogische Hochschule und Medizinische Akademie entstand 1993 die Otto-von-Guericke-Universität.
Erste Hochschule in der Stadt war die 1953 aus der Taufe gehobene Hochschule für Schwermaschinenbau Magdeburg. Da Magdeburg der wichtigste Standort für Schwermaschinenbau in der DDR war und unter einem akuten Mangel an Ingenieuren litt, lag es im staatlichen Interesse, durch akademische Ausbildung vor Ort diesem Mangel zu begegnen. Nach kurzer Zeit erfolgte 1961 die Umbenennung in Technische Hochschule Magdeburg, ehe sie 1987 zur Technischen Universität erklärt wurde.
Ähnlich wie an gut ausgebildeten Ingenieuren fehlte es in der frühen DDR an Ärzten, so dass neben den traditionellen universitären Studienorten Berlin, Halle, Jena, Leipzig, Greifswald und Rostock drei medizinische Akademien gegründet wurden. Neben Magdeburg waren dies Dresden und Erfurt. Der Lehrbetrieb der Medizinische Akademie Magdeburg (MAM) startete zum Wintersemester 1954/55 auf dem Gelände des ehemaligen Krankenhaus Sudenburg. Gründungsrektor der neuen Hochschule war der Pathologe Hasso Eßbach. Eine Besonderheit war, dass sich das Studium zunächst einzig auf den klinischen Abschnitt nach dem bestandenen Physikum beschränkte, die Studierenden also allesamt bereits zwei Jahre erfolgreich an anderen Hochschulen studiert haben mussten. Zum Jahreswechsel 1960/1961 wurde auch der vorklinische Studienabschnitt bis zum Physikum etabliert.
Der dritte Ursprung der Otto-von-Guericke-Universität ist die Pädagogische Hochschule Magdeburg Erich Weinert, die dem Lehrermangel im damaligen Bezirk Magdeburg begegnen sollte. Sie startete ebenfalls 1954.
Im Nachgang der Wiedervereinigung wurden am 3. Oktober 1993 die drei bisherigen Einrichtungen zur Otto-von-Guericke-Universität zusammengelegt. Die historische Dreigliederung zeigt sich nach wie vor im Stadtbild in Form der drei Campus: am Universitätsplatz, im Universitätsklinikum sowie an der Zschokkestraße.
Als Namensgeber wurde Otto von Guericke gewählt, der bereits Namenspatron der Technischen Universität war. Der Magdeburger wurde für seine bahnbrechenden Forschungen zu Luftdruck und Vakuum weit über die Grenzen Deutschlands berühmt. Die Universität sieht sich in der Tradition dieses Politikers, Juristen, Naturwissenschaftlers und Erfinders.
Am 28. August 1999 wurde St. Petri zur katholischen Universitätskirche ernannt. Dies ist eine gewisse Besonderheit, da Magdeburg kein Studium der Theologie anbietet.
Im Jahr 2013 schlossen die Otto-von-Guericke-Universität Magdeburg und die TU Ilmenau einen Vertrag mit der Nationalen Technischen Forschungs-Universität Kasan über die Kooperation beim Aufbau eines German-Russian Institute of Advanced Technologies (GRIAT).

## Rektoren
Technische Universität Magdeburg und Vorgängereinrichtungen
- 1953/56 Heinz Schrader (Gründungsrektor)
- 1956/62 Ernst-Joachim Gießmann
- 1962/66 Friedrich Kurth
- 1966/70 Manfred Beckert
- 1970/76 Hans-Erich Weinschenk
- 1976/90 Reinhard Probst
- 1990/92 Richard Teßmer
- 1992/93 Harald Böttger

Medizinische Akademie Magdeburg
- 1954/58 Hasso Eßbach (Gründungsrektor)
- 1958/62 Karl Ludwig Nißler
- 1962/67 Hansjürgen Matthies
- 1967/70 Georg Wolfgang Höfs
- 1970/73 Hans-Günter Gießmann
- 1973/79 Hansjürgen Matthies
- 1979/89 Rolf-Dieter Koch
- 1989/90 Bernd Lößner
- 1990/93 Horst Köditz

Pädagogische Hochschule Magdeburg und Vorgängereinrichtungen
- 1954/67 Helmut Winnig (Gründungsrektor)
- 1967/76 Heinz Schaffenhauer
- 1976/86 Klaus Schaeffer
- 1986/93 Winfried Baudisch

Otto-von-Guericke-Universität
- 1993/96 Jürgen Dassow (Gründungsrektor)
- 1996/98 Harald Böttger
- 1998 Thomas Strothotte (kommissarisch)
- 1998/2012 Klaus Erich Pollmann
- seit 2012 Jens Strackeljan

## Konzept

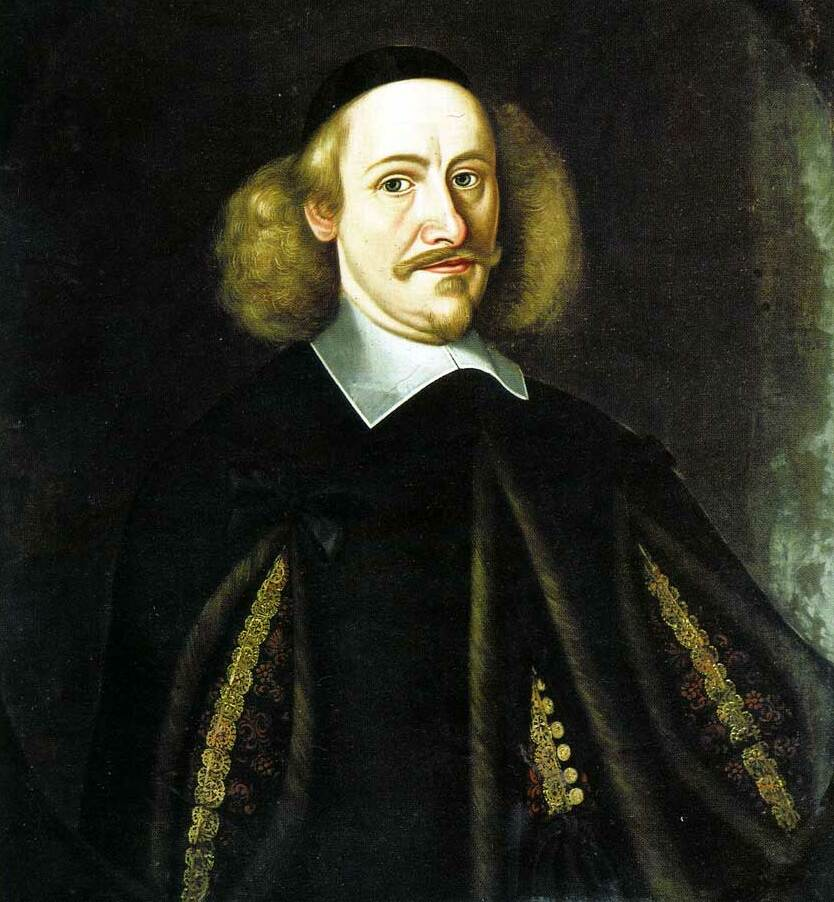
Otto von Guericke, Namensgeber der Universität Magdeburg

Aufgabe der Universität soll es sein, den Stand der Bildung und Wissenschaft durch Lehre und Forschung unter Anwendung wissenschaftlicher Methode, Streben nach Innovation und neuen Erkenntnissen sowie die Übernahme gesellschaftlicher Verantwortung für heutige und zukünftige Generationen voranzutreiben. Die Otto-von-Guericke-Universität „versteht sich – unbeschadet des Gedankens der ‚Universitas‘ – als Profiluniversität […], die in den Ingenieur- und Naturwissenschaften sowie in der Medizin einen traditionellen Schwerpunkt hat, und in den Wirtschafts-, Sozial- und Geisteswissenschaften für eine moderne Universität in der Informationsgesellschaft unerlässliche Disziplinen sieht. Die Magdeburger Universität stellt sich als Brücke zwischen West- und Osteuropa eine umfassende Internationalisierung von Forschung und Lehre zur Aufgabe und trägt zur kulturellen Annäherung bei.“
In den Jahren nach der politischen Wende 1989/90 hat sich bedingt durch die Ausrichtung der neuen Universität ein Wandel in der Forschung von der angewandten zur innovativen Grundlagenforschung vollzogen. Durch die neue Breite und Vielfalt der Disziplinen, die aus dem Zusammenschluss dreier Hochschulen hervorgingen beziehungsweise resultierten, profilieren sich Spezialrichtungen wie die Neurowissenschaften, Immunologie, Nichtlineare Systeme, Neue Materialien, Prozesse und Produkte, Computervisualistik, Gesellschaftliche Transformation sowie Medien, Kommunikation und Kultur. Damit sollen an der Universität Potentiale geschaffen werden, die gerade die wirtschaftliche und gesellschaftliche Entwicklung der Stadt Magdeburg und des Landes Sachsen-Anhalt entscheidend fördern. Auch junge Wissenschaftsdisziplinen wie Kombinationen der Geistes- und Wirtschaftswissenschaften bestimmen das neue Forschungsprofil der Universität mit. Aninstitute und das Technologie-Transfer-Zentrum der Universität als Mittler zwischen der Universität und der Wirtschaft sollen Unternehmen den Zugriff auf universitäre Forschungsressourcen erleichtern und ihre Innovationskraft stärken.

## Forschungsschwerpunkte

### Neurowissenschaften: Center for Behavioral Brain Sciences (CBBS)
Im Rahmen dieses Forschungsschwerpunktes erforschen Wissenschaftler aus sechs Fakultäten der Otto-von-Guericke-Universität Magdeburg, dem Leibniz-Institut für Neurobiologie und dem Zentrum für Neurodegenerative Erkrankungen DZNE die Gedächtnisbildung, Lernprozesse, die Motivation zielgerichteten Handelns, Entscheidungsfindung sowie die physiologischen und pathophysiologischen Prozesse der Hirnplastizität, der Neuromodulation und der Kognition. Das Center for Behavioral Brain Sciences hat seit 2015 unter der Bezeichnung CBBS-ScienceCampus den Status eines Leibniz-Wissenschaftscampus.

### Dynamische Systeme und Biosystemtechnik (CDS)
Wissenschaftler der Otto-von-Guericke-Universität Magdeburg und des Max-Planck-Instituts für Dynamik komplexer technischer Systeme wollen im Rahmen des Forschungsschwerpunktes der Otto-von-Guericke-Universität Magdeburg unter Beteiligung von fünf Fakultäten komplexe dynamische Systeme entschlüsseln und gezielt beeinflussen. Wichtige Schlüsseltechnologien sind die mathematische Modellierung und Simulation, Optimierung, Versuchsplanung, Steuerung und Regelung. Ziele sind unter anderem eine personalisierte Medizin, die Impfstoffproduktion in Zellkulturen oder die Herstellung von Biopolymeren.

### Medizintechnik
Innerhalb des Transfer-Forschungsschwerpunktes Medizintechnik werden auf dem Forschungscampus STIMULATE – Solution Centre for Image Guided Local Therapies die medizintechnischen Aktivitäten der Otto-von-Guericke-Universität Magdeburg gebündelt. Interdisziplinäre Teams aus Medizinern und Medizintechnikern arbeiten an der Entwicklung bildgeführter minimal-invasiver Diagnose- und Therapiemethoden zur Bekämpfung von Volkskrankheiten aus den Bereichen Onkologie und Neurologie. Ziel ist es, die medizinische Versorgung mit Hilfe innovativer Methoden zu revolutionieren, die medizinische Qualität zu steigern, die Belastung für Patienten zu verringern und die Kosten für das Gesundheitswesen zu reduzieren.

### Automotive
Innerhalb des 2006 gegründeten Transfer-Forschungsschwerpunktes Automotive werden alle automotiven Kompetenzen der Otto-von-Guericke-Universität Magdeburg gebündelt. Dazu gehören vor allem die Entwicklung von Antriebsstrang- und Radnabenmotoren, die Gesamtfahrzeugentwicklung, Forschungsfelder in E-Mobilität und Verbrennungsmotorenkompetenz.

### Digital Engineering
Im Transfer-Forschungsschwerpunkt Digital Engineering der Otto-von-Guericke-Universität werden im CeDeMo center for digital engineering, management and operations Forschung, Ausbildung und Vernetzung im Bereich Digital Engineering gebündelt. Insgesamt 12 Lehrstühle aus den Fakultäten für Informatik, Ingenieurwesen und Elektrotechnik arbeiten hier seit 2005 eng mit dem Fraunhofer-Institut für Fabrikbetrieb und -automatisierung zusammen, um neben interdisziplinären Forschungsprojekten auch Weiterbildungsangebote für Ingenieure zu realisieren. Ziel ist die Entwicklung von Konzepten für die Robotik, Elektromobilität, Industrie 4.0 oder das Produktdesign.

### Wirbelschichttechnik
Dieser der Partikeltechnologie gewidmete Transfer-Forschungsschwerpunkt wird durch den aus Forschungseinrichtungen und Unternehmen bestehenden regionalen Wachstumskern Wirbelschichtgranuliertechnik WIGRATEC und der Nachwuchsforschergruppe NaWiTec gebildet. Ziel ist die gemeinsame Entwicklung und Vermarktung von innovativen Verfahren zur präzisen Herstellung von Partikeln für die chemische, pharmazeutische oder Lebensmittelindustrie.

### Erneuerbare Energien
Wissenschaftler der Otto-von-Guericke-Universität Magdeburg tragen im Rahmen des Transfer-Forschungsschwerpunktes Erneuerbare Energien gemeinsam mit Forschungseinrichtungen und Unternehmen zur Energiewende bei. Hier entstehen Lösungen für die Nutzung von Windenergie, Wasserkraft und Biomasse, für elektrische Netze und Leistungselektronik sowie für Speicher.

## Fakultäten
Die Universität gliedert sich in neun Fakultäten.

### Medizinische Fakultät

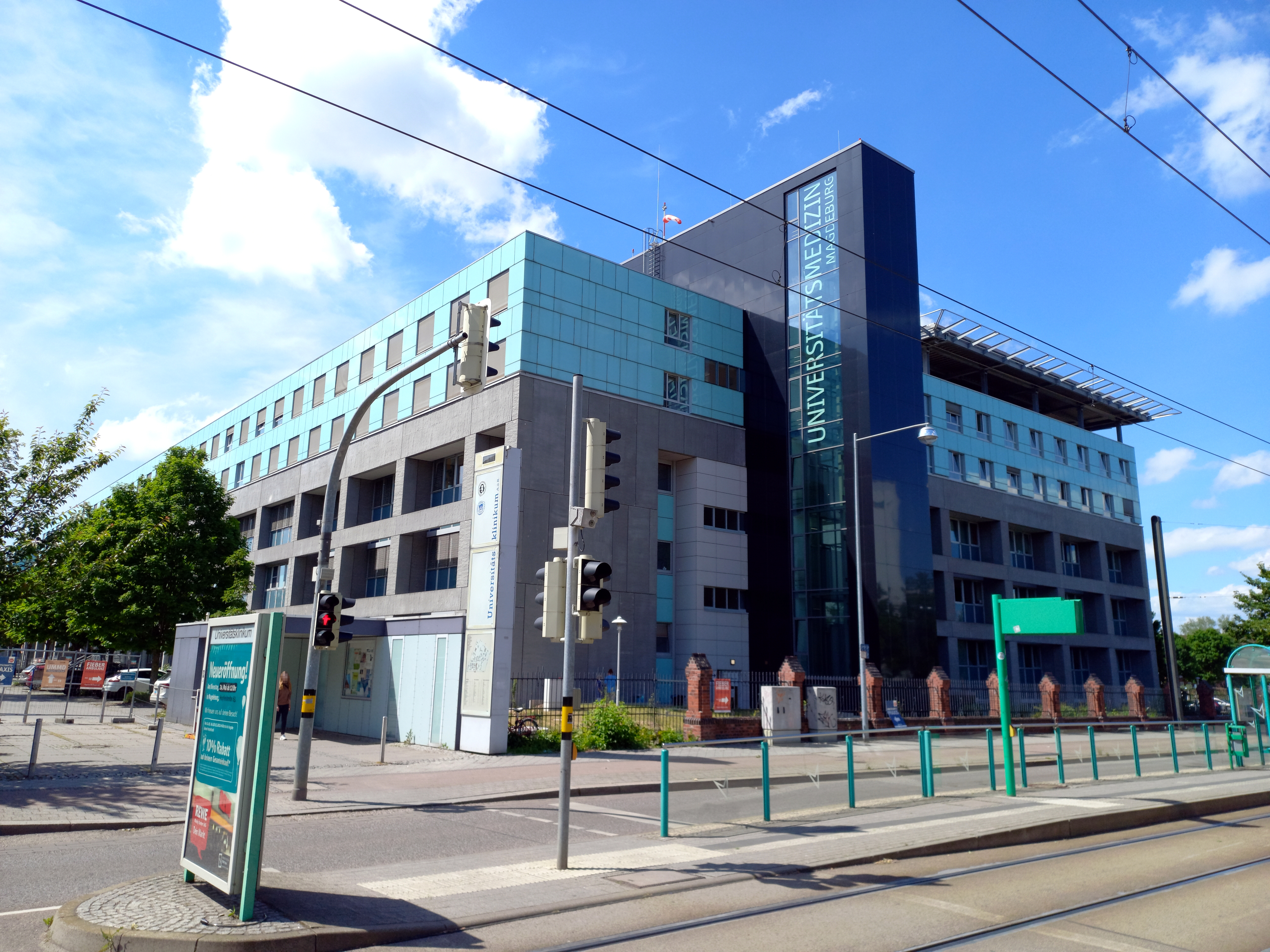
Gebäude 60a der Universitätsklinik

Die Medizinische Fakultät mit dem Universitätsklinikum Magdeburg befindet sich historisch bedingt lokal von der übrigen Universität getrennt im Stadtteil Leipziger Straße südlich der Magdeburger Innenstadt auf dem Gelände der ehemaligen Medizinischen Akademie. Lediglich die Universitätsfrauenklinik ist im Gebäudekomplex der ehemaligen Landesfrauenklinik in Stadtfeld Ost westlich der Innenstadt angesiedelt.
Das Universitätsklinikum, im Süden der Stadt gelegen, ist als zweiter Campus der Universität die Ausbildungsstätte für über 1000 angehende Mediziner und zugleich ein Zentrum für die medizinische Betreuung der Bürger Sachsen-Anhalts. Als Krankenhaus der Maximalversorgung ist die Medizinische Fakultät Anlaufpunkt für besonders schwere Krankheitsbilder. Mit seinen etwa 1100 Betten ist das Universitätsklinikum das größte Krankenhaus in Magdeburg. Es wird als Anstalt öffentlichen Rechts betrieben. Jährlich werden über 44.000 Patienten stationär behandelt. Dazu kommen zahlreiche ambulante Behandlungsfälle. In den letzten Jahren haben sich die Zentren und Universitätskliniken der Medizinischen Fakultät zunehmend auf die Spezialversorgung der Patienten konzentriert. So wurde beispielsweise im September 1995 auf dem Campus die Klinik für Herz- und Thoraxchirurgie, die mit der Universitätsklinik für Kardiologie, Angiologie und Pneumologie das zweite Herzzentrum in Sachsen-Anhalt bildet, eröffnet.

#### Forschungsschwerpunkte der Medizinischen Fakultät

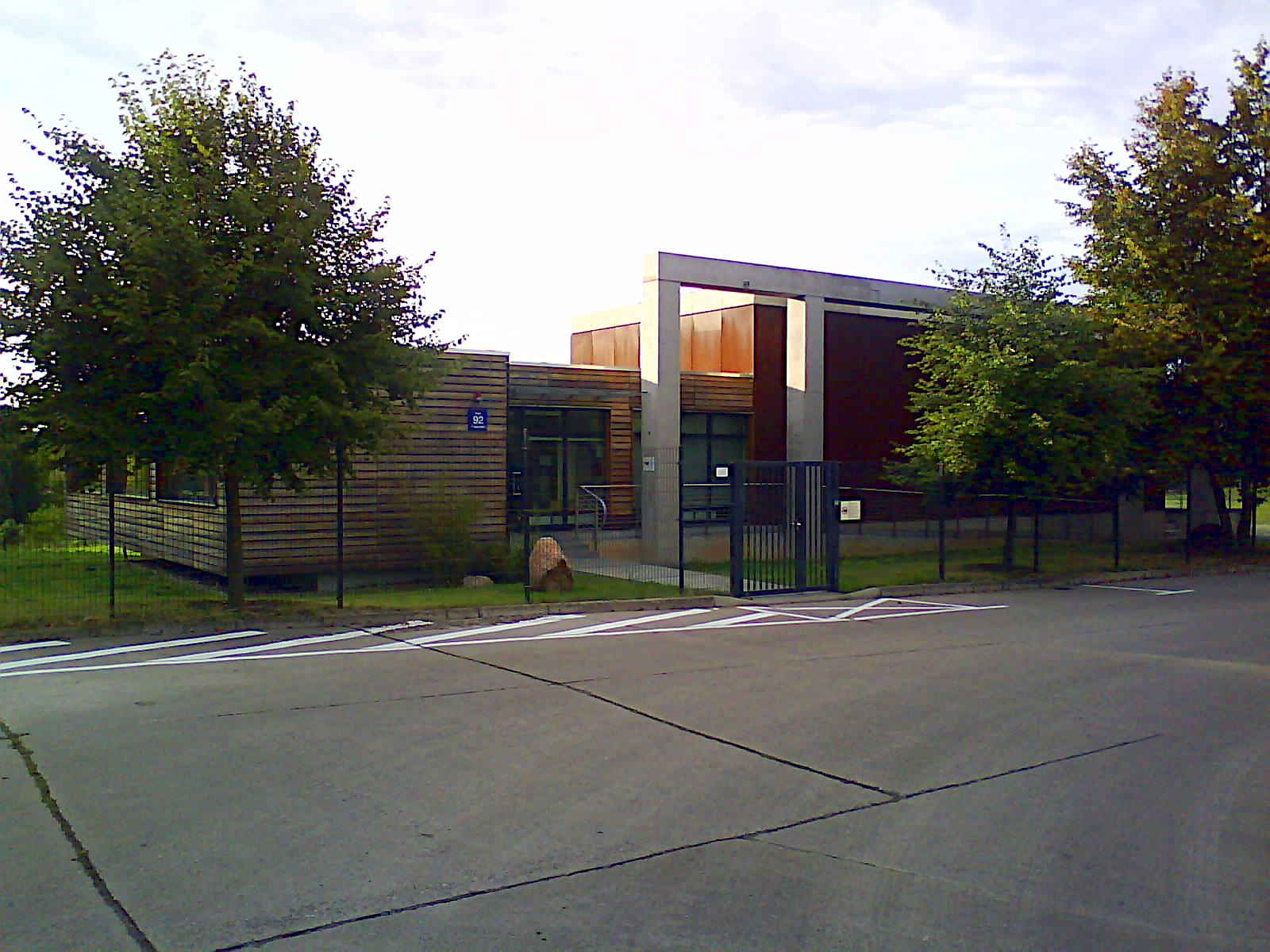
Gebäude des 7-Tesla-Hochfeld-Kernspintomograph auf dem Klinikcampus

Die Medizinische Fakultät unterhält zwei Forschungsschwerpunkte. Dies sind der Schwerpunkt Neurowissenschaften und der Schwerpunkt Immunologie einschließlich Molekulare Medizin der Entzündung.
In enger Zusammenarbeit mit der Otto-von-Guericke-Universität und dem Leibniz-Institut für Neurobiologie (IfN), das auch im starken Maße in die Ausbildung der Studierenden der Neurobiologie und Neurowissenschaften eingebunden ist, wurde Magdeburg zu einem führenden Zentrum neurowissenschaftlicher Forschung ausgebaut. Auf dem Klinikgelände steht Europas erster 7-Tesla-Hochfeld-Kernspintomograph, der das weltweit leistungsfähigste Gerät ist und zu neurowissenschaftlichen Forschungszwecken die höchste Bildqualität ermöglicht.
Auf dem Campus der Universitätsklinik wurde im Juni 1998 ein Wissenschaftszentrum für angewandte Hirnforschung und Medizintechnologie (ZENIT – Zentrum für Neurowissenschaftliche Innovation und Technologie) eingeweiht, das europaweit einmalig ist. In diesem Komplex können Wissenschaftler privater Forschungsunternehmen, aus Universitätsinstituten und -kliniken und Mitarbeiter des Max-Planck-Instituts für Dynamik komplexer technischer Systeme wirken.
Der Forschungsschwerpunkt „Immunologie einschließlich molekulare Medizin der Entzündung“ der Medizinischen Fakultät wurde ebenfalls systematisch ausgebaut. Die Entschlüsselung der molekularen Prozesse, die zelluläre Funktion im gesunden Organismus und in Krankheitssituationen beeinflussen, steht im Zentrum der Forschung des immunologischen Schwerpunkts.
Ein weiterer Schwerpunkt der immunologischen und zellbiologischen Forschung am Universitätsklinikum befasst sich mit einem neuen Forschungsgebiet, der Systembiologie. Diese ist im universitären Forschungszentrum Dynamic Systems (CDS) verankert und wird in der Exzellenzoffensive „Netzwerke wissenschaftlicher Exzellenz in Sachsen-Anhalt“ gefördert. Am CDS beteiligen sich neben der Universitätsmedizin mehrere Fakultäten der Universität. 2007 wurde Magdeburg vom BMBF zu einem der vier deutschen Zentren für Systembiologie erklärt.

### Fakultät für Humanwissenschaften

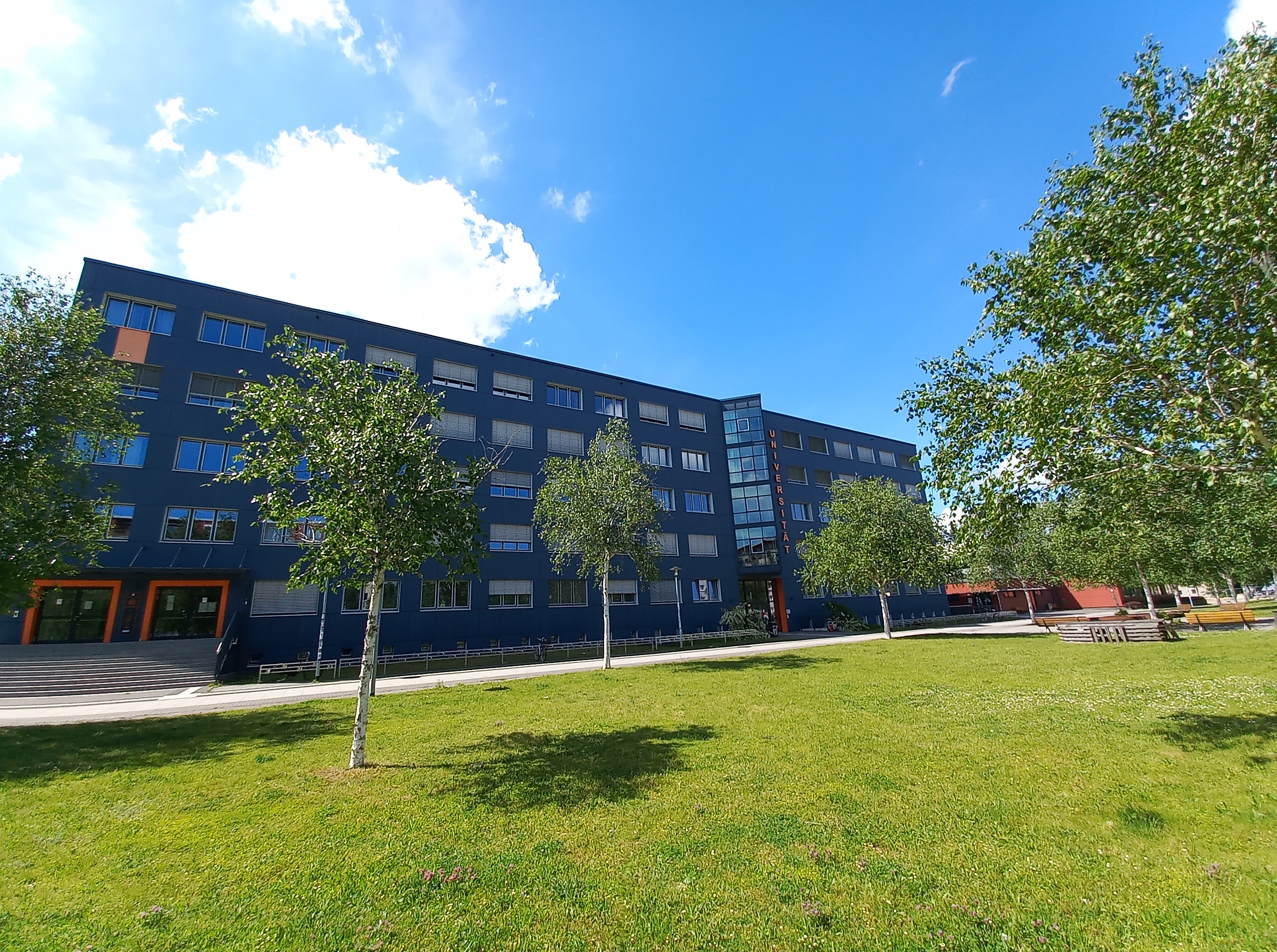
Gebäude der Fakultät für Humanwissenschaften

Die Fakultät für Humanwissenschaften (zuvor: Geistes-, Sozial- und Erziehungswissenschaften) ist ebenso wie die Medizinische Fakultät räumlich vom Campus der ehemaligen Technischen Hochschule getrennt, allerdings nur wenige hundert Meter. Sie befindet sich im Nordwesten der Altstadt Magdeburgs auf dem Gelände der ehemaligen Pädagogischen Hochschule. Sie gliedert sich in die drei Institute „Bildung, Beruf und Medien“ (Institut I), „Gesellschaftswissenschaften“ (Institut II) und „Philologien, Philosophie, Sportwissenschaft“ (Institut III).

### Fakultät für Naturwissenschaften

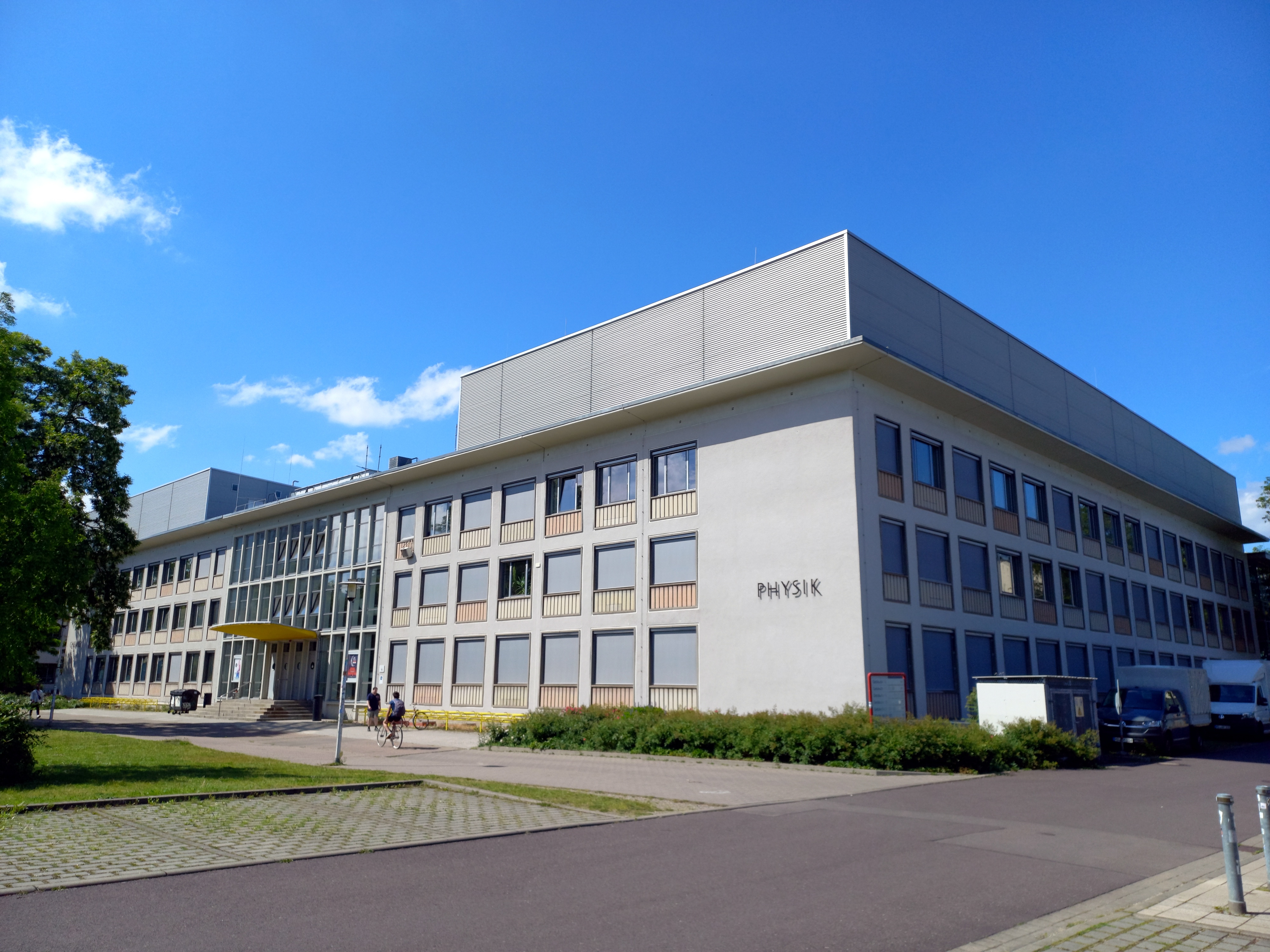
Hauptgebäude der Naturwissenschaftlichen Fakultät

Die Naturwissenschaftliche Fakultät ist wie die übrigen Fakultäten auf dem Campus der ehemaligen Technischen Hochschule im Süden der Alten Neustadt untergebracht. Sie gliedert sich in die Institute für Physik, für Psychologie und für Biologie.

### Fakultät für Mathematik
Die Fakultät für Mathematik ist in die vier Institute für Algebra und Geometrie, für Analysis und Numerik, für Mathematische Optimierung und für Mathematische Stochastik strukturiert.

### Fakultät für Maschinenbau
Die Institute der Fakultät für Maschinenbau sind das Institut für Mobile Systeme, das Institut für Mechanik, das Institut für Maschinenkonstruktion, das Institut für Werkstoff- und Fügetechnik, das Institut für Arbeitswissenschaften, Fabrikautomatisierung und Fabrikbetrieb, das Institut für Fertigungstechnik und Qualitätssicherung und das Institut für Logistik und Materialflusstechnik.

### Fakultät für Informatik

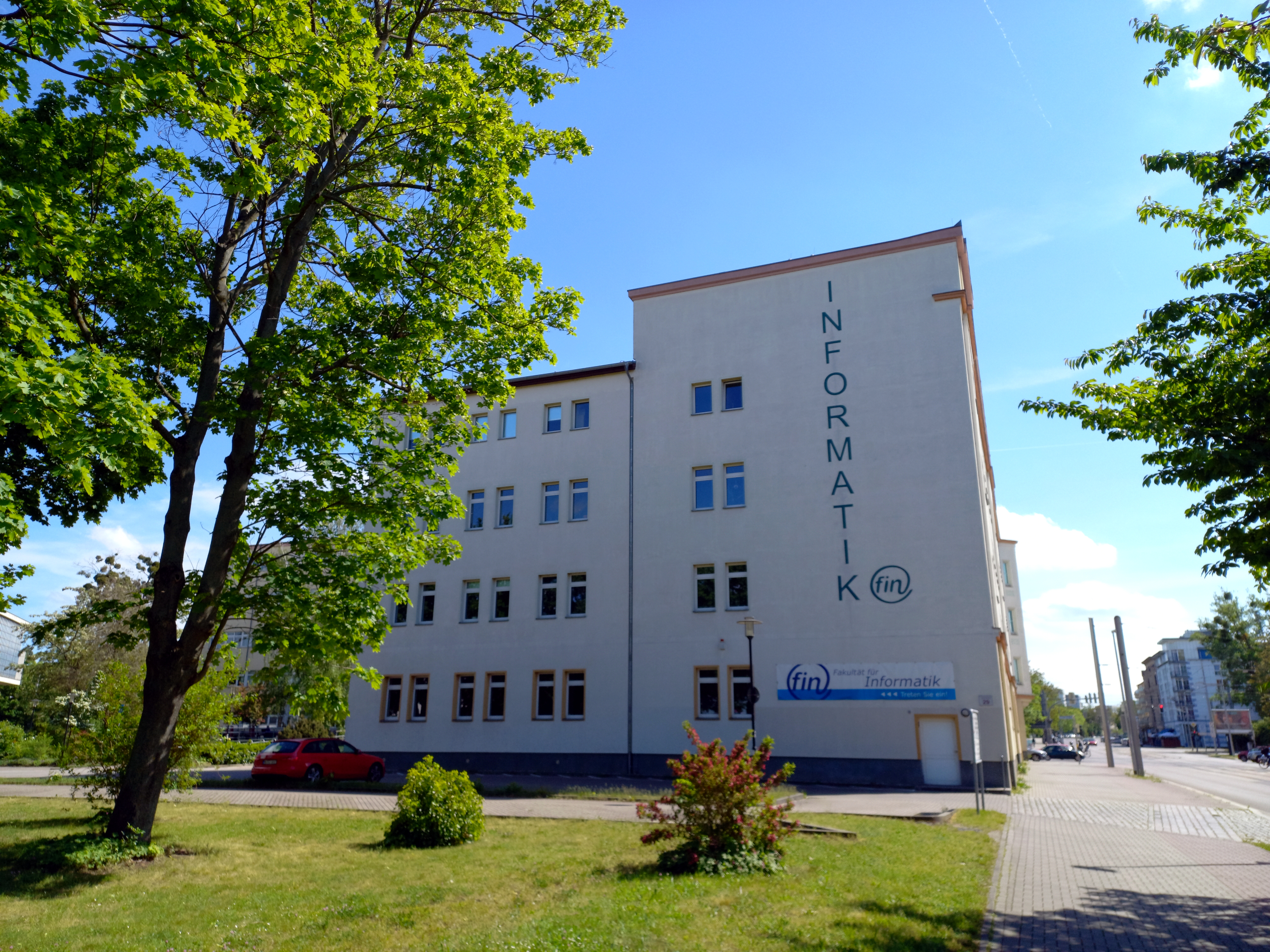
Fakultätsgebäude der Informatik

Die Fakultät für Informatik, direkt neben der Universitätsbibliothek in einem fünfstöckigen Gebäude untergebracht, ist in drei Institute aufgeteilt: Institut für Simulation und Graphik, Institut für Technische und Betriebliche Informationssysteme, Institut für Intelligente Kooperierende Systeme. Die Forschungsschwerpunkte der Fakultät liegen in den Bereichen Bild, Wissen und Interaktion. Die 20 Professuren der Fakultät liegen schwerpunktmäßig im Bereich der praktischen und angewandten Informatik (insgesamt 16 Lehrstühle); auf die Bereiche technische und theoretische Informatik konzentrieren sich nur vier Lehrstühle.

### Fakultät für Elektrotechnik und Informationstechnik

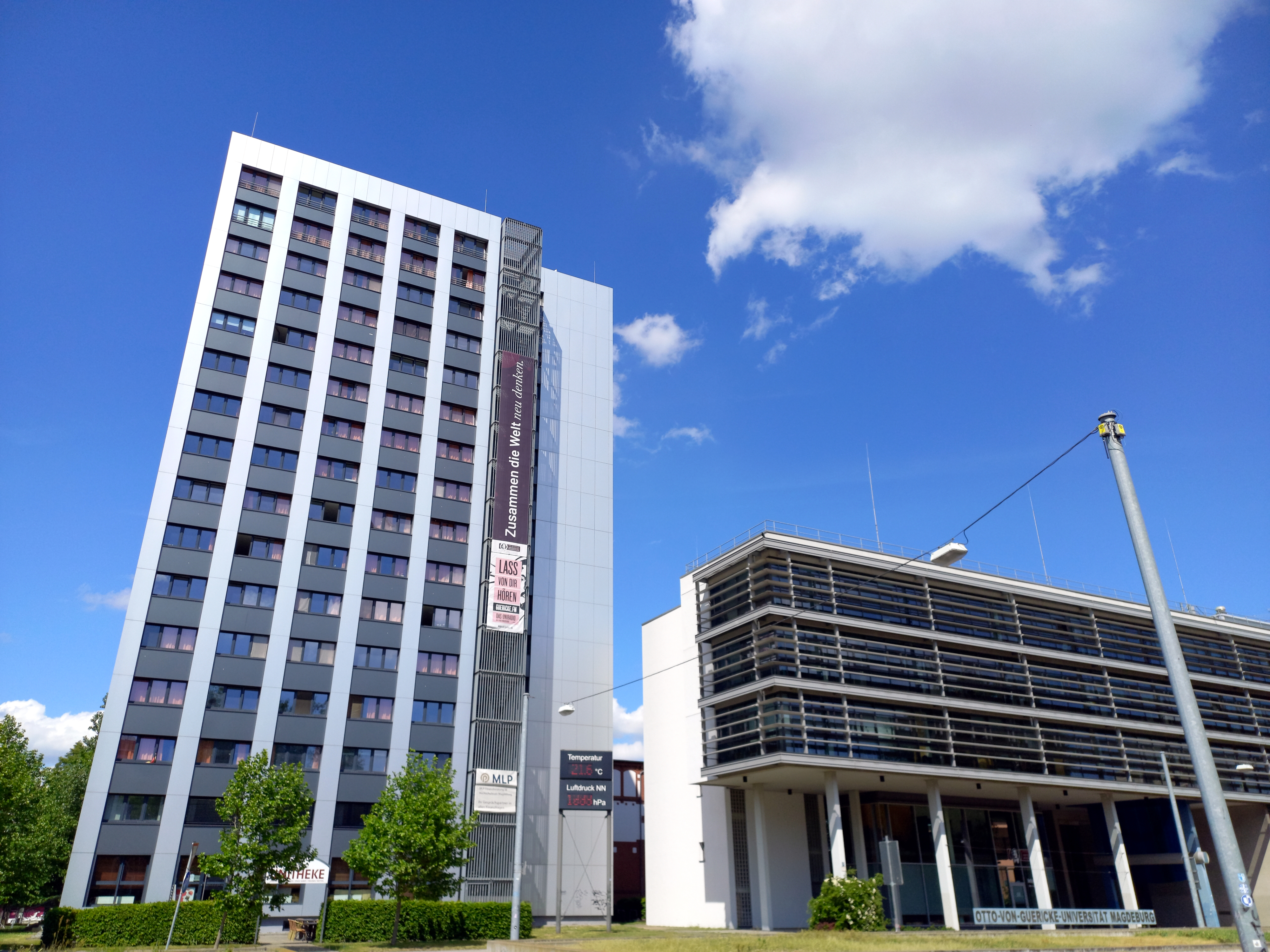
Links Campustower, rechts Fakultät für Elektro- und Informationstechnik

Die Fakultät für Elektrotechnik und Informationstechnik gliedert sich in das Institut für Automatisierungstechnik, das Institut für Elektrische Energiesysteme, das Institut für Informations- und Kommunikationstechnik, das Institut für Medizintechnik, das Institut für Mikro- und Sensorsysteme, das Institut für Automation und Kommunikation Magdeburg e. V. (Aninstitut) und das Institut für Neurosimulation und Bildtechnologien AG (Aninstitut).

### Fakultät für Verfahrens- und Systemtechnik
Die Institute für Verfahrenstechnik, für Strömungstechnik und Thermodynamik, für Apparate- und Umwelttechnik und das Chemische Institut sind der Fakultät für Verfahrens- und Systemtechnik zugeordnet.

### Fakultät für Wirtschaftswissenschaft

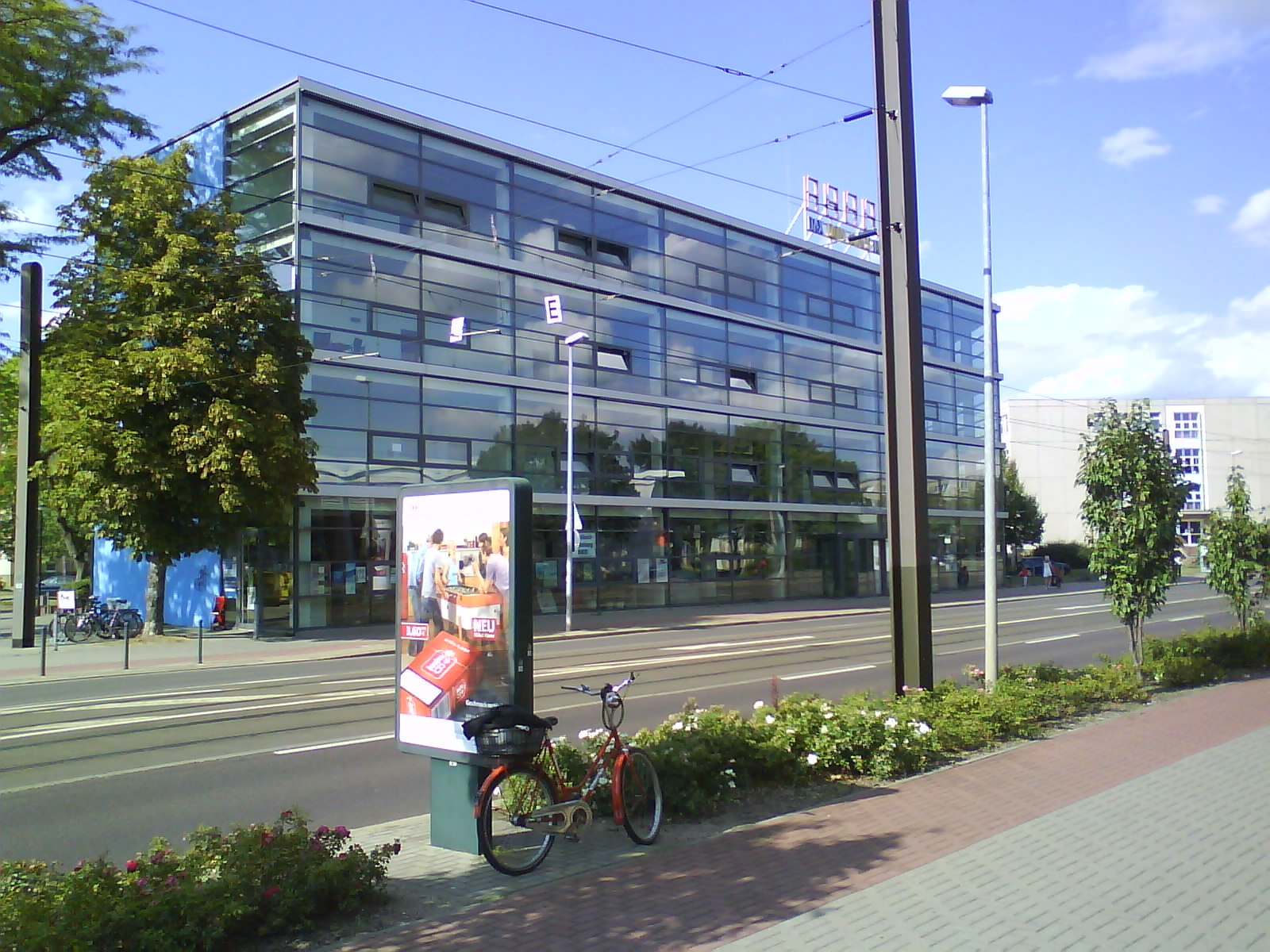
Vilfredo-Pareto-Gebäude – Fakultät für Wirtschaftswissenschaft an der Pfälzer Straße

Die Fakultät für Wirtschaftswissenschaft wurde 1993 gegründet. Zu Beginn studierten etwa 1000 Studierende in den angebotenen Studiengängen. Zum Wintersemester 2018/2019 studierten 2414 Studierende an der FWW. Die Fakultät führte 1999 als einer der ersten Universitäten Deutschlands einen komplett englischsprachigen Bachelorstudiengang ein. Aufgrund diverser Berufungen (unter anderem von Birgitta Wolff) konnte die Fakultät international ausgerichtet werden. An der Fakultät gibt es neben dem Studiengang „International Management“ auch zahlreiche Austauschprogramme, unter anderem gefördert durch den Deutschen Akademischen Austauschdienst oder das Erasmus-Programm.
An der Magdeburger Fakultät für Wirtschaftswissenschaft wird ein integrierter Ansatz verfolgt, der normative und positive Forschung miteinander verknüpft. Dabei stehen die Anwendung quantitativer Methoden und der Einsatz experimenteller Forschungsmethodik im Mittelpunkt. Auf dieser Basis soll eine wissenschaftlich Beratung im betriebs- und volkswirtschaftlichen Bereich entwickelt werden. Im Lichte dieses Forschungskonzepts ist der gesamte Forschungsschwerpunkt in drei einzelne Fachbereiche aufgegliedert. Im Bereich „Decision Making“ werden grundlegende Fragen der Entscheidungsfindung im ökonomischen Kontext untersucht, während die Bereiche „Business Advice“ und „Policy Advice“ den Schwerpunkt auf die Anwendung normativer und positiver Ansätze mit dem Ziel der Unternehmens- und Politikberatung legen.
Trotz hoher wissenschaftlicher Standards hat die Fakultät den Bezug zur Praxis aufrechterhalten. So wurden Karl-Heinz Paqué und Birgitta Wolff jeweils zu Ministern in diversen Kabinetten berufen.
Die Fakultät für Wirtschaftswissenschaft ist nicht in Institute gegliedert, sondern unterteilt sich stattdessen in 23 Lehrstühle und Professuren. Dies sind der Lehrstuhl für Unternehmensrechnung und Controlling, der Lehrstuhl für Internationales Management, der Lehrstuhl für Betriebswirtschaftliche Steuerlehre, der Lehrstuhl für Finanzierung und Banken, der Lehrstuhl für Unternehmensführung und Organisation, der Lehrstuhl für Produktion und Logistik, der Lehrstuhl für Marketing, der Lehrstuhl für Management Science, der Lehrstuhl für Unternehmensrechnung/Accounting, der Lehrstuhl für E-Business, der Lehrstuhl für Entrepreneurship, die Professur für Empirische Wirtschaftsforschung, die Professur für Economics of Business and Law, die Juniorprofessur für Unternehmensrechnung und Controlling, der Lehrstuhl für Finanzwissenschaft, der Lehrstuhl für Wirtschaftstheorie, der Lehrstuhl für Wirtschaftspolitik, der Lehrstuhl für Internationale Wirtschaft, die Professur für Geld und Kredit, die Juniorprofessur für Quantitative Makroökonomik und der Lehrstuhl für Bürgerliches Recht, Handels- und Wirtschaftsrecht.

## Studiengänge

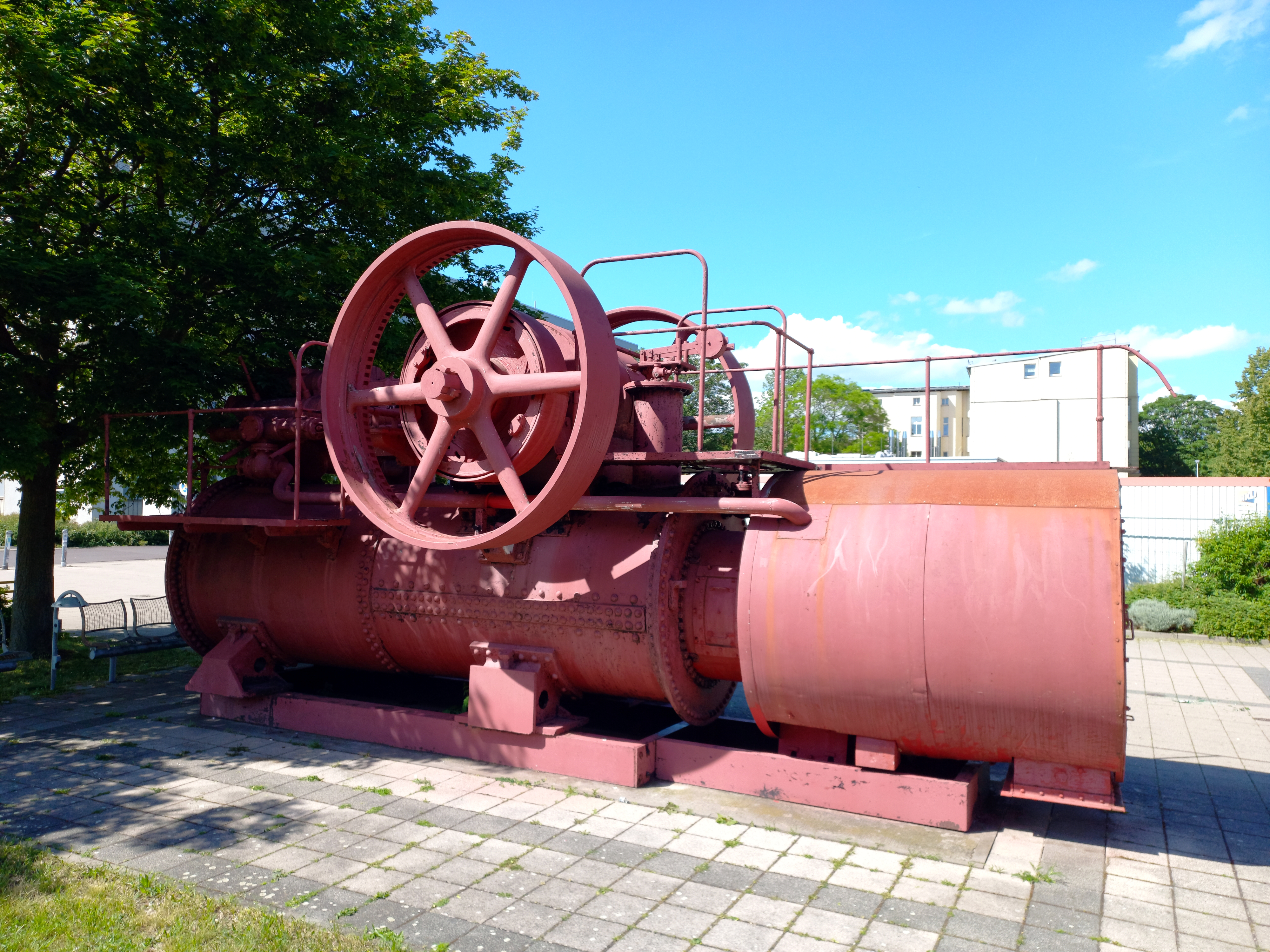
Magdeburger Maschinenbautradition – Lokomobile der Firma Buckau-Wolf auf dem Universitätscampus

Da die Universität aus der Medizinischen Akademie, der Pädagogischen Hochschule und der Technischen Universität gegründet wurde, hatte sie in technisch-naturwissenschaftlichen Fächern, Medizin und Lehramtsausbildung bedeutende Standbeine. Ergänzt wurde das etablierte Angebot nach Gründung der Universität vor allem durch eine Vielzahl wirtschaftswissenschaftlicher Studiengänge.
Im Rahmen von Einsparmaßnahmen im Hochschulbereich durch das Land Sachsen-Anhalt wurde vorgegeben, beim Studienangebot des Landes nur noch eine Einmalversorgung zu gewährleisten. Aus diesem Grund wurden die Lehramtsstudiengänge der Otto-von-Guericke-Universität nach 2002 zu Gunsten der Martin-Luther-Universität Halle-Wittenberg weitgehend gestrichen. Es verblieben in Magdeburg Studiengänge für Lehramt an berufsbildenden Schulen. Im Gegenzug wurden gerade die technischen Fächer in Magdeburg konzentriert und in Halle reduziert.
Im Bologna-Prozess wurde auf europäischer Ebene vereinbart, Studienabschlüsse vergleichbar zu machen. Aus dem Grund wurde an der Otto-von-Guericke-Universität ab 2002 das Studienangebot um Diplom-Abschlüsse reduziert und um Bachelor- und Masterabschlüsse erweitert. Bei dieser Umstellung wurden zugleich neue Studiengänge eingeführt.
Besonderes Engagement betreibt die Universität auf dem Bereich der nebenberuflichen universitären Weiterbildung. Die Zahl der berufsbegleitenden Studierenden hat sich von ca. 250 (2010) auf zurzeit (Stand 2018) etwa 400 Studierenden entwickelt. Seit 2003 wird an der Fakultät für Wirtschaftswissenschaft der berufsbegleitende Masterstudiengang Business Administration an der Alten Universität Helmstedt angeboten und seit 2007 auch der grundständige Bachelorstudiengang in Business Administration. Seit 2018 wird auch der berufsbegleitende, interdisziplinäre Studiengang Wirtschaftspsychologie in Zusammenarbeit mit der Fakultät für Naturwissenschaft angeboten. Die Kooperation zwischen der Business School Magdeburg und der Universität wurden vom Wissenschaftsrat als beispielgebend angesehen. An der Fakultät für Humanwissenschaften wird seit 2005 der berufsbegleitende Master-Studiengang Erwachsenenbildung angeboten. Darüber hinaus bieten diverse Zertifikate eine Alternative zu Angeboten der Industrie- und Handelskammer oder der Verwaltungs- und Wirtschaftsakademie.

## Bekannte Persönlichkeiten
An der Otto-von-Guericke-Universität Magdeburg und ihren Vorgängereinrichtungen: Medizinische Akademie, Technische Universität und Pädagogische Hochschule, studierten und lehrten eine Reihe von namhaften Persönlichkeiten. Diese sind in der Liste bekannter Persönlichkeiten der Otto-von-Guericke-Universität Magdeburg aufgeführt.

## Zentrale Einrichtungen

### Universitätsbibliothek

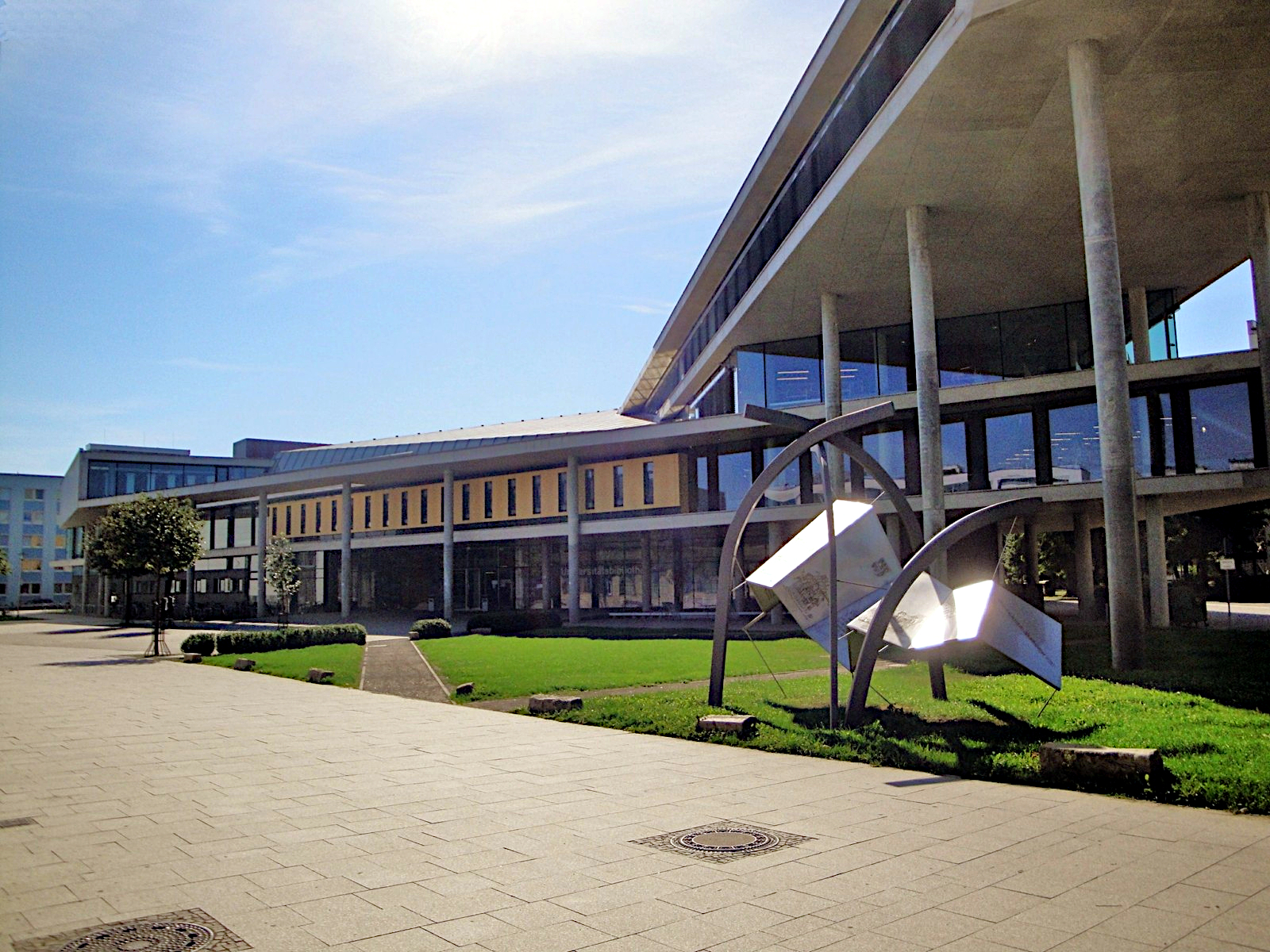
Universitätsbibliothek

1993 entstand die Universitätsbibliothek Magdeburg der neugegründeten Otto-von-Guericke-Universität Magdeburg durch die Zusammenlegung der ehemaligen Bibliotheken der Technischen Universität, der Pädagogischen Hochschule und der Medizinischen Akademie. Heute gliedert sie sich in die beiden Einrichtungen Universitätsbibliothek auf dem Campus am Universitätsplatz und Medizinische Zentralbibliothek auf dem Campus der Medizinischen Fakultät. Die Bibliothek am Universitätsplatzcampus ist ein Neubau, der 2003 eröffnet wurde. Der Bibliotheksbestand beläuft sich auf etwa 1,2 Mio. Bände. Besondere Sammlungen im Besitz der Universitätsbibliothek sind Schriften von und über Otto von Guericke, der Buchnachlass des Literaturwissenschaftlers Walther Killy (1917–1995), die Ute- und Wolfram Neumann Stiftung bibliophile Sammlung kleinformatiger Buchreihen des 20. Jahrhunderts, diverse Patente und DIN/Standards.

### Zentrum für Lehrerbildung
Das Zentrum für Lehrerbildung ist eine zentrale Einrichtung und übernimmt Koordinierungsaufgaben im Rahmen der Lehramtsstudiengänge und Lehrerbildung im Auftrag des Rektorats und dient als Anlaufstelle für alle Lehramtsstudierenden.

### Graduate Academy
Die Graduate Academy – früher Graduate School – ist die zentrale Serviceeinrichtung für alle Doktoranden und Postdocs der Otto-von-Guericke-Universität. Die Einrichtung erweitert und vernetzt die Angebote, die zu einer Verbesserung der Rahmenbedingungen für erfolgreiche Promotionsprojekte beitragen und hat auch ihre Karriere in Wissenschaft und Wirtschaft nach der Promotion im Blick.

### Transfer- und Gründerzentrum
Das Transfer- und Gründerzentrum (TUGZ) der Otto-von-Guericke-Universität Magdeburg koordiniert den Wissens- und Technologietransfer der Universität und verfolgt insbesondere das Ziel, potenzialreiche Forschungsergebnisse in die regionale und überregionale Wirtschaft zu übertragen und für alle Marktteilnehmer zugänglich zu machen. Das TUGZ ist Ansprechpartner für Patente und Gründungsideen sowie für Industriekontakte und Messebeteiligungen. Es ist eine zentrale Betriebseinheit der Universität. Es verantwortet die Umsetzung von Erfindungsmeldungen in wirtschaftlich verwertbare Schutzrechte, vermittelt Kontakte, Finanzierungsmöglichkeiten und Ansprechpartner und vermarktet die Forschungsergebnisse der Angehörigen der OVGU. Weiterhin entwickelt und betreut das TUGZ Forschungsinformationssysteme Forschungsportal Sachsen-Anhalt und organisiert die Firmenkontaktmesse, das Portal Forschung für die Zukunft sowie wirtschaftsnahe Veranstaltungen der OVGU. Schließlich unterstützt das TUGZ Ausgründungen in allen Phasen des Gründungsprozesses und betreut das Transfergutscheinprogramm an der OVGU und leistet damit einen Beitrag zur Third Mission.

### Sprachenzentrum
Das Sprachenzentrum bietet Studierenden und Mitarbeitern Kurse in Englisch, Französisch, Spanisch, Italienisch, Russisch, Deutsch als Fremdsprache, Latein, Griechisch, Chinesisch, Arabisch, Schwedisch, Japanisch, Rhetorik und Sprecherziehung an. Es ist an der Fakultät für Humanwissenschaften angesiedelt. Geforscht wird im Sprachenzentrum in mehreren Lernprojekten an Erlernen von Fremdsprachen und an Sprachvermittlung.

### Medien, Kommunikation und Marketing
In der zentralen Betriebseinheit Medien, Kommunikation und Marketing (MKM) werden alle universitätsübergreifenden Aktivitäten und konzeptionellen Überlegungen zu den Themen Medien, Kommunikation und Marketing konzentriert. Die konkreten Aufgaben und Projekte in MKM leiten sich aus den definierten strategischen Zielen der Universität ab und sind auf eine herausragende Positionierung der Universität im regionalen, nationalen und auch internationalen Wettstreit um Forscher, Studieninteressierte, Studierende, Kooperationspartner für Forschungsvorhaben und Zuwendungsgeber aus öffentlichen und privaten Bereichen sowie mögliche Kooperationspartner ausgerichtet. Mittel- und langfristig geht es um die Generierung gesellschaftlicher, politischer und wirtschaftlicher Unterstützung der Universität in Lehre, Forschung und Öffentlichkeitsarbeit. Ein weiterer Fokus von MKM liegt auf der aktiven Einbindung von Mitgliedern und Alumni der Universität in das universitäre Leben. Die zentrale Betriebseinheit unterbreitet Studierenden und Lehrkräften zudem Weiterbildungsangebote zur Förderung von Medienkompetenzen und begleitet studentische Medienprojekte praktisch.

### Weitere zentrale Einrichtungen
Daneben unterhält die Universität das Universitätsarchiv, das Sportzentrum, das Universitätsrechenzentrum, das Zentrum für wissenschaftliche Weiterbildung, das Institut für Kompetenz in AutoMobilität, die zentralen Dienstleistungseinrichtungen der medizinischen Fakultät, das Patentinformationszentrum, die DIN-Auslegestelle und das Internationale Begegnungszentrum.

## Studentische Selbstverwaltung
Das oberste beschlussfassende Organ der Studentenschaft der Otto-von-Guericke-Universität ist der jährlich zu wählende Studentenrat (StuRa). Dem Senat der Universität Magdeburg gehören vier Vertreter der Studentenschaft an. Daneben verfügen die einzelnen Fakultäten jeweils über ihre eigene Fachschaft, die ebenfalls jährlich zeitgleich zu StuRa und Senat gewählt wird.